# Carré d'Art

Interiörbild

Carré d'Art är ett  kulturhus i Nîmes i Frankrike, vilket bland annat ihyser Carré d'Art - Musée d'Art Contemporain (museum för samtida konst) och stadsbiblioteket. 
Carré d'Art, som är byggt av betong, stål och glas, ligger mittemot det välbevarade romerska templet Maison Carrée. Byggnaden uppfördes som en del av ett projekt för att rusta upp Place de la Maison Carrée.
Byggnaden är resultat av en arkitekttävling 1984, till vilken inbjöds bland annat Frank Gehry, Jean Nouvel, César Pelli och Norman Foster bjöds in. Vinnare blev Norman Foster och byggnaden invigdes i maj 1993.
Byggnaden är nio våningar hög, varv hälften under jord.